# 김현엽 (축구 선수)
김현엽(한국 한자: 金鉉曄, 2001년 8월 22일 ~ )은 대한민국의 축구 선수로, 포지션은 골키퍼이다. 현재 K리그2 부천 FC 1995 소속이다.